# Симич, Велько
Велько Симич (серб. Вељко Симић; родился 17 февраля, 1995 года, Лазаревац, СФРЮ) — сербский футболист, полузащитник клуба «Войводина». Выступал в молодёжной сборной Сербии.

## Клубная карьера
Симич — воспитанник клуба «Црвена Звезда». В 2014 году перешёл в швейцарский клуб «Базель» и уже 10 июля был отдан в аренду в словенский клуб «Домжале». 13 сентября этого же года в матче против «Радомлье» дебютировал в чемпионате Словении. В чемпионате Словении провёл 17 матчей.

## Международная карьера
Играл за различные молодёжные сборные Сербии. В июле 2014 года в составе юношеской сборной Сербии принял участие на чемпионате Европы в своей возрастной категории. На турнире сыграл против сборной Украины.